# 38 testimoni
38 testimoni (38 témoins) è un film del 2012 diretto da Lucas Belvaux.

## Trama
Una donna viene uccisa in una zona residenziale, dove nessuno parrebbe si sia accorto di nulla. Louise, giovane donna che vive in quel quartiere, non crede a questa possibilità e chiede l'aiuto della polizia per maggiori indagini. I residenti sono tutti testimoni, ma per vari motivi non vogliono essere coinvolti nell'indagine.

## Riconoscimenti
- Premio Magritte

2013 - Migliore sceneggiatura originale o adattamento a Lucas Belvaux